# Sheldon Jeter
Sheldon Davon Theodore Jeter  (Beaver Falls, Pensilvania; 24 de julio de 1994) es un jugador de baloncesto estadounidense que pertenece a la plantilla de los Maine Red Claws de la G League. Con 2,03 metros de estatura, juega en la posición de alero.

## Trayectoria deportiva

### Universidad
Jugó una temporada con los Vanderbilt de la Universidad de Vanderbilt, en la que promedió 5,5 puntos y 3,4 rebotes por partido. Al término de la temporada pidió ser traspasado, eligiendo los Panthers de la Universidad de Pittsburgh por su proximidad a su hogar, donde, tras el año de inactividad que impone la NCAA en este tipo de transferencias, jugó tres temporadas más en las que promedió 7,0 puntos y 4,9 rebotes por encuentro.

### Profesional
Tras no ser elegido en el Draft de la NBA de 2019, firmó una temporada con el BC Rilski Sportist búlgaro, donde jugó una temporada, en la que promedió 9,4 puntos, 4,5 rebotes y 1,3 asistencias por partido.
En 2018 regresó a su país para firmar con los Maine Red Claws de la G League, la liga de desarrollo de la NBA. en su primera temporada en el equipo promedió 8,0 puntos y 3,0 rebotes por partido.